# Phaneropterella
Phaneropterella is een geslacht van rechtvleugeligen uit de familie sabelsprinkhanen (Tettigoniidae). De wetenschappelijke naam van dit geslacht is voor het eerst geldig gepubliceerd in 1977 door Piza.

## Soorten
Het geslacht Phaneropterella  is monotypisch en omvat slechts de volgende soort:
- Phaneropterella infumata (Piza, 1977)